# Herbert Lübking
Herbert Lübking, nemški rokometaš, * 23. oktober 1941, Minden.
Leta 1972 je na poletnih olimpijskih igrah v Münchnu v sestavi zahodnonemške rokometne reprezentance osvojil šesto mesto.